# François-Xavier de Wautier
Pour les articles homonymes, voir Wautier.
François-Xavier de Wautier (Laeken, 1er juillet 1777 - Saint-Josse-ten-Noode, 23 janvier 1872), est un politicien et militaire  belge.
Il fut bourgmestre d'Hofstade, Gijzegem et Herdersem. En tant que militaire, il servit d'abord l'armée autrichienne lors des guerres napoléoniennes puis devint officier dans les forces armées du Royaume uni des Pays-Bas et dans l'armée belge après la révolution belge et l'indépendance de la Belgique.
Il fut nommé commandant en chef de l'armée des Flandres après le coup d'état orangiste de 1831 à Gand, dans lequel il a toujours clamé être « le seul à ne pas être de la conspiration ».